# Earth Two
Pour planète analogue à la Terre, voir Jumelle de la Terre.
Earth Two (en chinois : 地球2.0 ; pinyin : dìqiú ou chinois : 系外地球 ; pinyin : xìwài dìqiú ; litt. « exoterre »), plus communément désigné par son acronyme ET, est un observatoire spatial chinois dont le lancement est prévu en 2028. Son objectif est de détecter 10 à 20 exoplanètes de la taille de la Terre situées dans la zone habitable de leur étoile ainsi que plusieurs dizaines de milliers d'exoplanètes de taille plus importante. La mission est proposée par l'observatoire astronomique de Shanghaï, entité rattachée à l'Académie chinoise des sciences. Pour détecter ces corps célestes, l'engin mettra en œuvre principalement la méthode du transit et, pour la détection de planètes errantes, la méthode par microlentille gravitationnelle. D'un point de vue technique, l'observatoire comprend sept télescopes de 35 centimètres de diamètre dotés d'un champ de vue de quatre degrés carrés. Pour accomplir sa mission, le télescope de 3,2 tonnes doit être placé au point de Lagrange L2 du système Terre-Soleil par une fusée Longue Marche 3 ou 7.

## Historique
La proposition de mission Earth Two (ET), première mission spatiale chinoise de détection d'exoplanètes, est rendue public en avril 2022. En avril 2024, elle fait partie  des trois missions scientifiques dont le développement est annoncé par l'Académie chinoise des sciences au cours du congrès annuel de Zhongguancun. Pour remplir ses objectifs, la mission ET a été préférée à Close-by Habitable Exoplanet Survey (CHES), projet reposant sur un télescope doté d'un miroir unique de 1,2 mètres de diamètre optimisé pour détecter les planètes potentiellement habitables situées dans un rayon de 32 années-lumière autour de la Terre en utilisant la méthode de l'astrométrie.

## Objectifs scientifiques
L'objectif principal de la mission ET est de détecter 10 à 20 planètes d'une taille similaire à celle de la Terre (entre 0,8 et 1,25 rayon terrestre) et situées dans la zone habitable de leur étoile (donc aptes à voir la vie se développer). Par ailleurs, il est prévu qu'au cours de sa mission, le télescope spatial détecte 8 100 planètes géantes de la taille de Jupiter ou Saturne, 22 000 planètes aux caractéristiques proches de celles de Neptune, 11 000 super-terres (planètes rocheuses de taille nettement supérieure à celle de la Terre) et 3 200 planètes de la taille de la Terre mais situées hors de la zone habitable de leur étoile. Du fait du biais associé à la méthode de transit utilisée pour leur détection, la plupart des planètes découvertes seront beaucoup plus proches de leur étoile que les planètes du Système solaire. Un des télescopes utilisera la méthode de la microlentille gravitationnelle pour détecter principalement des planètes errantes, c'est-à-dire expulsée de leur système solaire. L'objectif est de détecter 1 000 planètes par cette méthode. La masse de 300 d'entre elles pourra être estimée.

## Stratégie d'observation
L'observatoire spatial chinois doit être placé au point de Lagrange L2 du système Terre-Soleil pour limiter l'obstruction de son champ de vue par notre planète. La méthode du transit (détection de la variation de l'intensité lumineuse de l'étoile découlant du passage de l'exoplanète devant celle-ci) utilisée pour les principales observations sera optimisée par le fait que le télescope effectuera ses recherches dans une région de l'espace de 550 degrés carrés déjà étudiée par l'observatoire spatial de la NASA Kepler, ce qui lui permettre de bénéficier des découvertes déjà effectuées par ce télescope (2 778 exoplanètes confirmées courant 2024). Le septième télescope utilisera la méthode de la microlentille gravitationnelle (détection d'un objet céleste par l'observation de la déviation de la lumière située en arrière plan) et sera pointé vers la région centrale de notre galaxie caractérisée par une concentration d'étoiles très importante et donc optimale pour cette méthode de détection.

## Caractéristiques techniques
Le télescope spatial d'une masse de 3,2 tonnes est stabilisé 3 axes et alimenté en énergie par des panneaux solaires. Sa charge utile (télescope) a une masse de 1,2 tonnes. La consommation électrique moyenne est de 1 500 watts. La charge utile est constituée par six télescopes d'une ouverture de 28 centimètres disposant d'un champ de vue total de 550 degrés carrés, qui seront utilisés pour la détection par la méthode du transit. Un septième télescope doté d'une ouverture de 35 centimètres et d'un champ de vue de quatre degrés sera dédié à la détection par la méthode de la microlentille gravitationnelle. Chaque caméra est associée à quatre détecteurs CMOS de type GSENSE1081 de 8 900 × 8 210 pixels.

## Déroulement de la mission
Le télescope spatial doit être placé au point de Lagrange L2 du système Terre-Soleil par une fusée Longue Marche 3 ou 7. Il circulera sur une orbite de halo d'un rayon de 13 500 kilomètres. Au cours de sa mission, l'observatoire spatial devrait transmettre 730 gigabits de données par jour (chaque télescope mettant en œuvre la méthode du transit envoie une image toutes les dix secondes, tandis que le télescope utilisant la méthode de la microlentille gravitationnelle envoie une image toutes les dix minutes).